# Богра-Садар
Богра-Садар (бенг. বগুড়া সদর, англ. Bogra Sadar) — подокруг на севере Бангладеш. Входит в состав округа Богра. Образован в 1821 году. Административный центр — город Богра. Площадь подокруга — 420,64 км². По данным переписи 1991 года численность населения подокруга составляла 588 783 человека. Плотность населения равнялась 1400 чел. на 1 км². Уровень грамотности населения составлял 39,1 %. Религиозный состав: мусульмане — 93,7 %, индуисты — 5,8 %, прочие — 0,5 %.